# اره‌مگس‌های تارتن
اره‌مگس‌های تارتن (نام علمی: Pamphiliidae) نام یک تیره از راسته پرده‌بالان است.